# 王子若
王子寧（英語：Flora Wang，1984年9月10日—），藝名王子若，原藝名為子寧（Flora）和啾啾，台灣前主持人、女藝人、女演員。
自國立臺中文華高級中學完成高中教育後，而後進入國立臺灣海洋大學完成水產養殖學系學士學位。2006年左右曾為網路模特兒，從事平面服裝拍攝，當時藝名為子寧、Flora、Honey或啾啾，曾經是大學生了沒班底，也曾主持台灣腳逛大陸。2014年2月26日在臉書無預警宣佈離開演藝圈。
2015年二月考上專門職業及技術人員普通考試不動產經紀人考試(第47名)，同年八月考上專門職業及技術人員普通考試地政士考試（第66名）。
2017年一月於台北市設立永寧地政士事務所。

## 作品

### 主持
- 2007年-2008年2月：MTV《MTV電玩瘋》
- 2009年中天綜合台《台灣腳逛大陸》-江西

### 參加節目
- 中視《我猜我猜我猜猜猜》人不可貌相-超誘惑！桃花美少女（2006.06.10）
- 中視《數位遊戲王》
  - 第270集之〈防詐騙達人專訪〉外景小天使 子寧同學（2008.03.02）
  - 第272集之〈專業娛樂指南〉指南小天使 子寧同學／服裝扮演《NANA》小松奈奈睡衣版（2008年.3.16）
- 中天綜合台《大學生了沒》〈大學熟女風〉-二號 子寧[3]（2008.03.11）
- 中天綜合台《大學生了沒》固定班底，藝名啾啾（2008-2009）
- 緯來綜合台《天黑請閉眼》(2011年)
- 2011年6月27日衛視中文台《麻辣天后宮》
- 2012年6月5日衛視中文台《麻辣天后宮》
- 2009年12月30日中天綜合台《康熙來了》
- 2011年5月23日中天綜合台《康熙來了》
- 2012年5月23日 中天綜合台《康熙來了》
- 2012年6月18日 中天綜合台《康熙來了》
- 2012年6月19日 中天綜合台《康熙來了》
- 2012年7月31日 中天綜合台《康熙來了》康熙握手言和大会
- 2014年 超視《五花八門金銀島》

### 戲劇
- 2008年 台視、三立《波麗士大人》飾 美如
- 2012年 民視《新兵日記》
- 2012年 中天《PM10-AM03》飾Vivi
- 2012年 大愛長情劇展《白袍的約定》飾 洪淑微
- 2012年 大愛劇場《家好月圓》飾  游阿市
- 2013年 大愛劇場《愛在陽光下》飾  李明勵
- 2013年 大愛劇場《心開運轉》飾  賴亮妤
- 2013年 大愛劇場《小妹》飾  俞元屏

### 平面廣告
- 房地產
- 金門貢糖代言廣告

### 平面專訪
- 壹週刊 第293期-星發現：Akemi師妹 王子寧（2007.01.04）
- 單車身活 Vol.9-封面人物（2006.11.12）

### 平面報導
- 自由時報 2007.10.30 流行消費 - 頸間風情[4]

## 活動

### 見面會
- 2008.01.26 2008台北國際電玩展 《MTV電玩瘋》主持人見面會
- 2009 iGirl見面會

## 相關連結
- （繁體中文）王子若facebook粉絲專頁 （页面存档备份，存于）